# Apolo Strangford
El Apolo Strangford o kuros de Ánafi es una escultura tipo kuros que data del año 500 a. C. - 490 a. C. y que fue esculpida en la zona de las Cícladas, durante la Antigua Grecia. 

## Origen

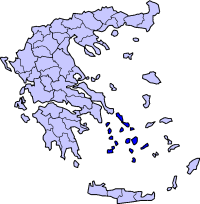
Mapa con la ubicación de las islas Cícladas en Grecia.

La escultura se cree que procede de Ánafi, (griego: Ανάφη), una isla griega en las Cícladas. En 2001, su población se contabilizó en 273 habitantes. Su superficie es de 40.370 km² y se ubica al este de la isla de Thera.

## Simbología
La pieza representa a un kuros (una estatua de un varón joven, fechada a partir de la época arcaica de la escultura (sobre 650 al 500 a. C.). Es un tipo de escultura que imperó durante los siglos VIII-VI a. C. El equivalente femenino son las korai (singular kore).

## Características
- Autor: Anónimo, (talleres de las Cícladas (Anafi).
- Estilo: Época Arcaica griega.
- Material: Mármol.
- Altura: 101 centímetros.

## Conservación
La pieza se expone de forma permanente en el Museo Británico (Londres), aunque anteriormente pertenecía a la colección de Percy Clinton Sydney Smythe, sexto vizconde de Strangford, embajador de su país ante los reyes de Portugal, en ese país y en Brasil; es conocido en la historia como Lord Strangford; La escultura tiene asignado el número de inventario GR 1864.2-20.1, (escultura B 475).